# Смолвил (сериал)
Вижте пояснителната страница за други значения на Смолвил.
Това е статията за сериала. За фиктивния град вижте Смолвил (комикси).
„Смолвил“ (на английски: Smallville) е канадско-американски сериал, създаден от сценаристите/продуцентите Алфред Гоф и Майлс Милар, който първоначално е излъчван по The WB. След петия му сезон, The WB се слива с UPN в телевизия The CW, по която сериалът се излъчва до последния си, десети сезон. „Смолвил“ започва излъчване на 16 октомври 2001 г. и приключва на 13 май 2011 г. Сериалът е сниман във и около Ванкувър, Британска Колумбия, Канада.
Сюжетът проследява приключенията на младия Кларк Кент като тийнейджър, живеещ в измисления град Смолвил, Канзас, през годините преди да стане Супермен. Първите четири сезона се съсредоточават върху годините на Кларк и приятелите му в гимназията. От пети сезон шоуто се впуска в по-зрели сюжети, като някои от героите посещават колеж. В последните сезони се вижда увеличаване на броя на представянията на други супергерои и злодеи от комикси на ДиСи.
„Смолвил“ вдъхновява пилотен епизод на друг сериал, „Аквамен“, който не е избран от телевизия The CW, както и промоционални клипове с Verizon, Sprint и Тойота. В други форми сериалът е създал серия от юношески романи, комикс на ДиСи и саундтрак албуми. Шоуто счупва рекорда за най-висок рейтинг на дебют на телевизия The WB, с 8,4 милиона зрители на пилотния епизод.

## Продукция

### Развитие
През 1998 г. Уорнър Брос. Телевижън започва предпродукцията на предложен сериал за Батман в тийнейджърските му години, с начално заглавие просто „Брус Уейн“. Сценарият на пилотния епизод, написан за Tollin-Robbins Productions от Тим МакКенлис (написал филма „Железният гигант“), включва младия Уейн, Вики Вейл, Селина Кайл, Харви Дент и Джим Гордън, но проектът така и не се появява на екран. Поради работата на Warner Bros. върху правата на филма „Батман в началото“ продуцирането на телевизионни сериали за прилепа е отменена.
Най-накрая през 2000 г. Tollin-Robbins решават да закупят правата за сериал за младите години на Кларк Кент. Проектът е поверен на продуцентите Алфред Гоф и Майлс Милар, които през същата година направили пилотен епизод, базиран на филма „Заличителя“. Майкъл Роузенбаум е избран за Лекс Лутър, Кристин Крук – за Лана Ланг, а младият Том Уелинг – за Кларк. Избрани за останалите главни роли са: Алисън Мак за Клои Съливан, Сам Джоунс III за Пит Рос, Ерик Джонсън за Уитни Фордман, Джон Глоувър за Лайнъл Лутър, Синтия Етинджър за Марта Кент и Джон Шнайдер за Джонатан Кент. След завършването на пилотния епизод на сериала поради неизвестни причини Синтия Етинджър е заменена от Анет О'Тул (която изпълнява ролята на Лана Ланг във филма „Супермен 3“ от 1983 г.) и сцените, в които Синтия участва, са заснети наново с Анет О'Тул.
Гоф и Милар искали да покажат Супермен в истинската му същност и причините Кларк да стане Супермен. Двамата чувствали факта, че не са комикс фенове, като тяхно предимство. Понеже не били запознати с Вселената на Супермен, те могат да направят по-непредубедено сериала. Това не им попречило да научат повече за героите – и двамата проучили комиксите, избрали това, което им харесва, и го преподредили. След това споделили идеите си с WB и FOX в един и същи ден. Започналата война между двете телевизии спечелва WB, на които са поверени първите 13 епизода.
Гоф, Милар и Питър Рот (изпълнителният директор на Уорнър Брос. Телевижън) решават, че не искат в сериала да има летене или наметало. Създадено е правилото „no tights, no flights“ („без костюм, без летене“), според което Кларк няма нито да лети, нито да облича костюма на Супермен в „Смолвил“. Тримата знаели, че шоуто ще съдържа екшън, но искали да придадат малко по-различна атмосфера. За да създадат тази атмосфера, те решават метеоритния дъжд, с който Кларк пристига на Земята, да бъде основа на сериала. Дъждът е не само главната причина за създаването на същества със супер сили, с които Кларк трябва да се бие, но той има и роля да придава ирония в живота на Кларк. Метеоритният дъжд го дарява с живот на Земята, но той също така отнема живота на момичето, което той обича, и повежда Лекс Лутър по тъмния път заради загубата на косата му по време на дъжда. Рот харесал конфликта, който се създава за Кларк, карайки го да приеме факта, че неговата поява е предизвикала всичката тази болка.
Друг проблем, с който създателите е трябвало да се справят, е да обяснят защо Лекс Лутър би се размотавал с група тийнейджъри. Те решават да придадат чувство на самотност в героя на Лекс, за което те чувствали, че ще го подтикне да потърси връзка с тийнейджърите. Тази самота се забелязва също и в Кларк и Лана. Гоф и Милар искали да създадат връзка между Лекс и семейство Кент, затова създават Лайнъл Лутър – бащата на Лекс. Гоф и Милар искали семейство Кент да са по-млади, за да могат да участват в живота на Кларк и да му помогнат в пътешествието му. Клои Съливан, друг герой, създаден специално за шоуто, трябвало да бъде аутсайдерът, от когото шоуто се нуждаело. Продуцентите чувствали, че героинята е необходима, защото някой трябвало да забележи странните събития, случващи се в Смолвил. Идеята е била тя да е предшественик на Лоис Лейн.
„Смолвил“ е описан от Warner Bros. като реинтерпретация на митологията на Супермен още от корените ѝ. След като през ноември 2004 г. Сийгъл си връщат правата над „Супербой“, възниква спорове относно нарушение на авторските права. Наследниците на Джери Сийгъл смятат, че „Смолвил“ е част от правата за „Супербой“, които те държат, и твърдят, че има прекалено много прилики между „Смолвил“ и „Супербой“.

### Снимачната площадка
„Смолвил“ се снима на няколко места в района на Ванкувър в Британска Колумбия, Канада. Сериалът се продуцира в BB Studios в Бърнаби, предградие на Ванкувър. Първоначалният план е снимките да са в Австралия, но Ванкувър имал „по-средноамерикански пейзаж“. Градът осигурява парцел за фермата на Кент, както и дублиране на Метрополис. Той също така осигурява по-евтино място на снимките, а и е в една и съща часова зона с Лос Анджелис. Главната улица на Смолвил е комбинация от две места. Част от нея е снимана в град Мерит, а останалата част – в Кловърдейл, където са много горди с това, че там се снима сериалът, и на влизане в града има голяма табела с надпис „Домът на Смолвил“.
Външната страна на Смолвилската гимназия е всъщност Техническото средно училище във Ванкувър, защото създателите вярвали, че то притежава „средноамериканската щедрост“, която са искали. Това съвпадало с идеите на Милар, че Смолвил трябва да бъде въплъщение на малък американски град. Сцените вътре в Гимназия Смолвил са снимани в Основното училище на Темпълтън. Фермата на Кент е истинска ферма, намираща се в Алдъргроув. Собственост на семейство Андалини, снимачният екип трябвало да пребоядиса дома им в жълто за шоуто. Външните снимки на Имението на Лутър са направени в замък във Виктория. Сцените вътре се снимат в Шанън Мюз във Ванкувър, където са се провеждали и други снимки.
Истинско кино служи за външната част на „Талон“ – киното „Клова“ в Кловърдейл. „Талон“ е кафенето в Смолвил, собственост на Лекс Лутър и ръководено от Лана Ланг. В сериала, преди да бъде превърнат в кафене, „Талон“ е бил градският кинотеатър.

### Музиката
Официалната песен на „Смолвил“ е песента Save Me на Remy Zero. Повечето от епизодите включват няколко песни от различни изпълнители и групи. Издадени са два саундтрак албума, като в нито един от тях не са включени песни от филмите за Супермен (с композитор Джон Уилямс). На 25 февруари 2003 г. излиза Smallville: The Talon Mix, а на 8 ноември 2005 г. излиза Smallville: The Metropolis Mix. И в двата албума са включени избрани песни, използвани в епизодите на сериала.

## Вселената на Смолвил
Сериалът проследява тийнейджърските години на Кларк Кент в началото на 21 век. Кларк се справя с младостта си, докато суперсилите му се развиват, и се опитва да научи повече за извънземния си произход, както и да разбере съдбата си.
Сериалът често се съсредоточава върху хората в живота на Кларк Кент: изпитанията на земните му родители Джонатан и Марта (които са го осиновили), приятелството му с Клои Съливан и Пит Рос, опитите му за връзка с Лана Ланг, и особено върху изключителното му приятелство с младия Лекс Лутър, което малко по малко се превръща във вражда.

### Силите на Кларк Кент
В „Смолвил“ са представени много от силите на Супермен. В Пилотния епизод Кларк притежава изключителна сила, скорост и неуязвимост. С течение на времето той открива и други свои способности, които Супермен притежава в бъдеще. Обикновено всяка от новите способности е представена в един епизод, в който Кларк я открива, научава се да я разбира и започва да я контролира. С напредването на сериала Кларк открива и започва да контролира рентгеново зрение в епизода „X-Ray“, топлинно зрение в епизода „Heat“, мощен слух в епизода „Whisper“ и мощен дъх в епизода „Sneeze“. Мощният му слух се развива вследствие на злополука, която оставя Кларк временно сляп. Макар Кларк да не е летял съзнателно в сериала, епизодът „Crusade“ показва как Кал-Ел лети. И все пак в епизода „Hidden“ се разкрива сцена, в която той полита над Смолвил. Способностите на Кларк, най-вече силата, скоростта и неуязвимостта, непрекъснато растат. В най-първите епизоди, когато е прострелян, Кларк получава натъртвания, докато по-късно от куршумите не остават никакви следи.

### Криптонит
Елементът криптонит е използван като основа на сюжета на много от епизодите. Криптонитът причинява странни и продължителни ефекти върху човешката физиология и младият супергерой често се сблъсква с мутирали злодеи, които са добили чудати сили, например психически способности, промяна на външния вид, подмладяване, създаване на огън и други паранормални способности.
Криптонитът има съвсем други ефекти върху жители на Криптон като Кларк. Обичайната предпоставка е, че Кларк е уязвим, само когато е близо до криптонит. Различните разновидности на криптонита (в различни цветове) се отразяват различно на Кларк. Зеленият криптонит го отслабва физически и ако е изложен на него достатъчно дълго, Кларк може дори да умре. Червеният криптонит го кара да изостави задръжките си и да действа импулсивно и под въздействие на чувствата и желанията си. Черният криптонит разделя Кларк на две различни личности с различни характери (Кларк Кент и Кал-Ел) или ги слива обратно. Сребърният криптонит му причинява халюцинации и параноични измами, а синият отнема силите му.

### Загатнати теми
В сериала са загатнати няколко теми, свързани със Супермен по различни начини, сред които името на Супермен, цветовете, костюма. Най-очевидната от тях е, че Кларк почти винаги е облечен в комбинации от червено, жълто и синьо, което загатва за костюма му в бъдеще. Също така често други герои му казват, че червеното и синьото му отиват. Обкръжението на Кларк също подкрепя тази тема. Във фермата на семейство Кент има предмети, които са червени, сини или жълти на цвят. Например къщата им е жълта, плевнята им е червена, а колата им е синя.
Освен фермата на Кент, в първите четири сезона гимназията в Смолвил също загатва за тези теми. Училищният талисман, който е гарван, носи червена пелерина, а на гърдите му е изобразена буквата S (съкратено от Смолвил). Също така два от цветовете на Супермен, жълто и червено, са в изобилие в училището. Освен че загатва за Супермен като герой, сериалът загатва и за други познания в тази област. Някои членове от актьорския състав са участвали и във филмите за Супермен. Например Анет О'Тул (която играе Марта Кент в „Смолвил“) е изпълнявала ролята на Лана Ланг в „Супермен 3“ от 1983 г., а Терънс Стамп (който озвучава биологичния баща на Кларк, Джор-Ел) е бил Генерал Зод в „Супермен“ и Супермен 2.

## История на сериала
Внимание:  Текстът по-долу разкрива сюжета на произведението (или части от него)!

### Сезон 1
В първия сезон са представени главните герои и събития. Той е невероятен успех, но някои фенове се оплакват от прекалено еднообразния сюжет, при който някой придобива способности чрез криптонит и присъства само в един епизод. Подобни герои стават известни като „злодеи на седмицата“. Сезонът показва как Кларк се опитва да разбере извънземния си произход и да преодолее разкритието, че пристигането му на Земята е свързано със смъртта на родителите на Лана. Кларк развива рентгеново зрение през този сезон, и за разлика от свръхсилата и скоростта си, с които вече е бил запознат, е принуден да се упражнява, за да се научи да контролира новата си способност.

### Сезон 2
Във втория сезон „злодеите на седмицата“ са по-малко, като по този начин сериалът се съсредоточава повече върху развитието на персонажите и отношенията им с околните. Няколко ключови моменти показват нарастващите конфликти между Лекс и баща му, Клои, която разследва миналото на Кларк и прави сделки с Лайнъл, финансовите проблеми на Марта и Джонатан Кент, и колебаещата се връзка между Лана и Кларк. Този сезон на няколко пъти изстрелва изведнъж отношенията между Кларк и Лана, но не им позволява официално да станат двойка. Но най-важната сюжетна линия в сезона се съсредоточава върху откритието на Кларк за криптонския му произход. Представен е безплътният дух на биологичния баща на Кларк – Джор-Ел, който контактува с Кларк посредством космическия му кораб и настоява Кларк да изпълни съдбата си. Момент на „предаване на щафетата“ е появата на Кристофър Рийв (изиграл Супермен във филмите от 70-те и 80-те години на 20 век) в ролята на доктор Върджил Суон – учен, който разкрива на „новия“ Кларк информация за произхода му. През втори сезон се развива топлинното зрение на Кларк и се появява нов вид криптонит. Червеният криптонит кара Кларк да остави настрана всякакви морални угризения и да следва импулсите си и тъмните си желания, за разлика от зеления криптонит, който физически го отслабва и може дори да го убие, ако е в близост до него прекалено дълго.

### Сезон 3
Този сезон на сериала се съсредоточава върху развитие на героите, отношения, лоялност, предателство, както и нови връзки, включващи Джор-Ел. В началото на сезона Майкъл МакКийн, съпругът на Анет О'Тул в реалния живот, влиза в ролята на бъдещия редактор на „Дейли Планет“ Пери Уайт. От този момент нататък други герои от Супермен във вселената на DC са въведени в „Смолвил“. В края на сезона Пит Рос решава да замине с майка си за Уичита, Канзас, заради развода на родителите му и невъзможността да пази тайната на Кларк, и това е последният сезон на героя в сериала. Трети сезон въвежда мощния слух на Кларк, който се развива, когато той случайно ослепява.

### Сезон 4
Четвъртият сезон се впуска още по-дълбоко в митологията на Супермен. Главната сюжетна линия включва Кларк търсейки трите криптонски камъка (под напътствията на Джор-Ел), които съдържат знанията за Вселената. Сезонът се съсредоточава върху Лекс, който се опитва да заздрави отново приятелството си с Кларк, върху връзката на Лана с Джейсън Тийг, когото е срещнала във Франция, върху съмнителното преобразяване на Лайнъл в добър човек и баща, и върху Кларк, съревновавайки се с няколко други герои в опитите си да достигне до камъните. Сезонът е важен и защото въвежда Лоис Лейн (Ерика Дюранс) като братовчедка на Клои Съливан, и Барт Алън (известен като Светкавицата). Сезонът започва с появата на нова форма на криптонита; черният криптонит има способността да разделя и да слива двете отделни личности на Кларк.

### Сезон 5
Пети сезон представя някои от митологичните елементи във Вселената на Супермен, като смъртта на Джонатан Кент, „Крепостта на Уединението“, „Фантомната зона“ и генерал Зод. Професор Милтън Файн (още познат като злодея Брейниак) се превръща в главен противник на Кларк в този сезон. Сюжетът се върти около Кларк, който използва знанията си, придобити в Крепостта на Уединението, за да тренира за неизбежната орис, която ще сполети на Земята: освобождаването на генерал Зод от Фантомната зона с помощта на Файн. В пети сезон Кларк и Лана най-после осъществяват за първи път зряла връзка. Това събитие предхожда и подпомага създаването на най-важния любовен триъгълник в сериала – този между Кларк, Лана и Лекс. Заедно с това вървят още няколко по-маловажни сюжетни линии. Появяват се и двама други супергерои от вселената на ДиСи Комикс – Киборг (Cyborg) и Аквамен (Aquaman).

### Сезон 6
Шести сезон показва за първи път Фантомната зона, обитавана от общество заточени престъпници от 28-те познати галактики. Няколко престъпници напускат Фантомната зона заедно с Кларк. Кларк развива мощен дъх, след като хваща настинка заради преумората от поправянето на разрушения от Лекс/Зод Метрополис и заради липсата на способностите му, докато е във Фантомната зона. В този сезон са представени героите на ДиСи Комикс Джими Олсън, Оливър Куийн (заедно със супергеройския му псевдоним – Зелената стрела (Green Arrow) и Марсианския ловец (Martian Manhunter). Също така е показана за първи път Лигата на справедливостта (Justice League), когато Виктор Стоун – Киборг (Cyborg), Артър Къри – Аквамен (Aquaman) и Барт Алън – Светкавицата (The Flash) се завръщат в Смолвил, за да се борят срещу обща заплаха. Кларк най-после решава да приеме истинската си същност и съдбата си и да продължи тренировките си в Крепостта на Уединението, след като всички престъпници от Фантомната зона са върнати обратно в нея или унищожени. Други важни сюжетни линии са бракът между Лекс и Лана, тайните експерименти „33.1“ на Лекс и появата на клонинг на Кларк.

### Сезон 7
В седми сезон е представена Кара Зор-Ел, биологичната братовчедка на Кларк. Тя е изпратена да се грижи за Кал-Ел (Кларк), но е била хваната в безсъзнателна жизненост в продължение на осемнайсет години. Когато бентът се пука във финалния епизод на 6 сезон, „Phantom“, тя е освободена. Кара има всички способности на Кларк, както и някои, които той още не е открил, включително и способността да лети. На 6 юли 2007 г. беше обявено, че Майкъл Касиди е избран за новия редактор на „Дейли Планет“. В началото на този сезон, малко по малко се разкриват и начините, по които Лана иска да отмъсти на семейство Лутър благодарение на 10-те милиона, които е откраднала от Лекс. Тя прави всичко това зад гърба на Кларк.

### Поява на други герои наДиСи Комикс
Много герои на ДиСи Комикс са успявали да си проправят път до „Смолвил“. Повечето от тях се появяват само в един епизод, но някои са успели да станат част от цяла сюжетна линия, протичаща в няколко епизода, понякога дори сезони. Професор Хамилтън е един от първите гост-герои в сериала. Той е нает от Лекс да изследва ефектите от криптонита. Първата му поява е в епизода „Craving“, а умира от криптонитно отравяне във втори сезон. Маги Сойър, полицай от Метрополис, е въведена в „Insurgence“. В трети сезон се появяват няколко героя, сред които Морган Едж (в епизода „Exile“), доктор Тенг (в епизода „Phoenix“), бъдещият шеф на Кларк в „Дейли Планет“ Пери Уайт (в епизода „Perry“) и доктор Клеър Фостър (също в „Perry“). В четвърти сезон се появяват също толкова герои: доктор Кросби (в епизода „Crusade“), изиграна от Марго Кидър (Лоис Лейн във филмите за Супермен), бащата на Лоис – Генерал Лейн (в епизода „Gone“), Микаил Миксиезпитлик (в епизода „Jinx“), кучето Шелби (в епизода „Krypto“), както и сестрата на Лоис Луси Лейн (в епизода „Lucy“). Най-прочутият герой, който се появява в четвърти сезон на Смолвил, е Барт Алън (който в ДиСи Комикс е известен с псевдонима Светкавицата, появяващ се за първи път в епизода „Run“.
В пети сезон е въведен главен суперзлодей, доктор Милтън Файн (известен като Брейниак), в първия епизод на сезона. Артър Къри (известен като Аквамен) се появява в епизода „Aqua“, пристигайки в Смолвил да разследва ново оръжие, което Лекс разработва за правителството. Кларк се среща също и с Андреа Рохас (Акрата, Виктор Стоун (Киборг), и Зод. В шести сезон са представени Джими Олсън и Оливър Куийн (известен с прякора си Зелената стрела). И двамата се появяват редовно в сезона. Марсиянският ловец се появява в епизода „Static“ и е ключов елемент в епизода „Labyrinth“.

## Възприемане и награди
Първото постижение на „Смолвил“ е счупването на рекорда за най-висок рейтинг на премиера по телевизия The WB, преди това държан от „Чародейките“. Пилотният епизод е гледан от 8,4 милиона зрители. От дебюта си „Смолвил“ е бил номиниран и е печелил няколко награди в различни категории. Сериалът е бил номиниран за няколко награди „Сатурн“. През 2002 г. е номиниран в шест категории, включително за най-добър телевизионен сериал. От тези номинации Майкъл Розенбаум печели наградата за най-добра поддържаща роля в телевизионен сериал. Том Уелинг, Алисън Мак, Кристин Крюк, Ерика Дюранс и Джон Главър също са били номинирани за съответните си роли. „Смолвил“ е бил номиниран пет поредни години за най-добър телевизионен сериал (от 2002 до 2006 г.). По-голямата част от актьорския състав са били номинирани за една или повече награди „Изборът на тийнейджърите“. През 2002 Уелинг печели наградата за най-добър пробиващ актьор, а през 2006 г. Алисън Мак е избрана за най-добър приятел. Розенбаум печели също и наградата „Златен сателит“ за най-добро изпълнение на актьор на поддържаща роля в сериал. „Смолвил“ е печелил и наградата на Общество на актьорските състави на Америка за най-добър телевизионен актьорски състав и за драматичен сюжет през 2002 г.
Сериалът е бил номиниран два пъти за наградата на Американското общество на кинематографиците – за пилотния си епизод през 2002. и за „Scared“ през 2006 г., както и веднъж за наградата на Канадското общество на кинематографиците за епизода „Tempest“ през 2003 г. Освен няколкото номинации за наградата „Лео“, сериалът е печелил награда за най-добри визуални ефекти (2002 г.), най-добър грим (2005 г.), най-добра кинематография на драматичен сериал, както и най-добър дизайн на драматичен сериал (2006 г.). „Смолвил“ е бил номиниран шест пъти за редактор на звука. От четирите номинации за наградата на Обществото на визуалните ефекти „Смолвил“ печели две награди – за най-добра снимачна площадка и за най-добра картина на телевизионно предаване, музикален клип или реклама. Сериалът е бил номиниран четири пъти за наградите Еми, като е спечелил две за изключителна редакция на звука на сериал – през 2002 и през 2006 г. На 24 януари 2006 г. беше обявено, че „Смолвил“ ще бъде част от новата мрежа The CW след обединението на The WB и UPN. Седмият сезон на Смолвил е факт.

## Актьорски състав
За разлика от повечето шоута, които обикновено разполагат с около четири седмици за кастинг, Гоф и Милар имали пет месеца. През октомври 2000 г. двамата продуценти започват търсенето си за трите главни роли и назначават режисьори на кастинги в десет различни града. В началото има осем редовни актьори, но от първия сезон четирима от първоначалните актьори са извадени от шоуто, а петима нови актьори са наети като редовни в сериала по време на следващите сезони.

### Първоначални актьори
- Том Уелинг в ролята на Кларк Кент – младеж със свръхчовешки способности, който се опитва да намери мястото си в живота, след като му казват, че е извънземен. Той използва способностите си, за да помага на другите в опасност. Проблемът на Кларк в първи сезон е, че не може да сподели тайната си с никого. Той просто иска да бъде нормален. Кларк се страхува да сподели с Лана, защото се бои, че тя няма да го приеме, ако знае истината.[40] След месеци на разузнаване, Том Уелинг е избран за Кларк Кент.[40] Дейвид Нътър гледал снимки на актьори и попаднал на снимката на Том Уелинг. Когато попитал за Уелинг, режисьорът на кастинга му казал, че мениджърът на Уелинг не искал той да играе ролята, защото това можело да нарани бъдещата му филмова кариера. След разговор с мениджъра на Уелинг, Нътър го накарал да прочете сценария за пилотния епизод, което го убедило да приеме ролята.[5] За едно от прослушванията си, Уелинг прочел сцената в гробищата с Кристин Крюк; от телевизията решили, че имат „идеална химия“.[2] Уелинг вярва, че липсата на знания за митологията на Супермен помага на играта му, защото Гоф и Милар са направили сериала така, че досегашната митология да не е важна.[40]

| „                        | Той не е имал избор дали да има тези способности. Цялата тази отговорност просто му е наложена и той трябва да се справи с това. | “ |
| Том Уелинг за Кларк Кент | |   |

- Майкъл Роузенбаум в ролята на Александър „Лекс“ Лутър – син на милиардер, който е изпратен в Смолвил, за да ръководи местния завод за торове. След като Кларк спасява живота му, двамата бързо се сприятеляват.[7] Лекс се опитва да бъде герой, но мотивите му обикновено са придвижвани от любопитство за необяснимото, като деня, когато Кларк го спасява от удавяне. Той търси безпрекословната любов – нещо, което майка му е изпитвала към него преди смъртта си.[41] Лекс Лутър в „Смолвил“ няма за цел да бъде предшественик на по-комедийната роля, изиграна от Джийн Хекман; идеята е той да е приятен и уязвим.[41] Било е трудно да се избере актьор за ролята, защото не можело да бъде постигнат консенсус. Гоф и Милар искали да изберат комик за сериала, защото вярвали, че комиците винаги искат да доставят удовлетворение и в същото време да бъдат обичани.[2] Майкъл Розенбаум е прослушан за Лекс Лутър два пъти. Чувствайки, че не се е представил сериозно на първото си прослушване, Роузенбаум очертал сцена, дълга две страници и половина, в която отбелязал всички забавни, чаровни или опасни места.[41] Прослушването му минало толкова добре, че всички се съгласили, че той е „човекът“.[2]
- Кристин Крук в ролята на Лана Ланг – съседското момиче. Тя е „красивото, популярно момиче, което е наистина самотно“.[42] Тя има „дупка в сърцето си“ заради загубата на родителите си и чувства съпричастие към всички. Чувства се свързана с Кларк.[42] В началото Гоф и Милар се опитвали да намерят някой за ролята на Кларк Кент, но Кристин Крук била първата избрана – за ролята на Лана Ланг. Режисьорът на кастинга Корийн Меърс изпратил на Дейвид Нътър, режисьора на пилотния епизод, касета с 69 души и вторият човек на касетата била Кристин Крук.[5] Толкова много харесали записа с прослушването ѝ, че веднага го показали на телевизията.[2]
- Алисън Мак в ролята на Клои Съливан – една от най-добрите приятели на Кларк. Тя е влюбена в Кларк, макар че чувството не е взаимно.[43] Редактор на училищния вестник, журналистичното ѝ любопитство – винаги да иска да „разкрие лъжите“ и да „знае истината“[44] – причинява обтегнатост на отношенията с приятелите ѝ, особено когато дълбае в миналото на Кларк.[45] Тя е интелигентна и самостоятелна, но е отхвърлена от обществото в училище по време на първия сезон.[44] След като научава за „Смолвил“ от режисьора на кастинг за шоуто, Ди Ди Брадли, Алисън Мак мисли да се прослуша за ролята на Лана Ланг. Вместо това Мак два пъти се прослушва за ролята на Клои Съливан.[44] Героинята е създадена специално за сериала[2] и е имало идея да има етнически произход, преди Мак да бъде наета.[44] Част от причините да я изберат е защото Гоф и Милар чувствали, че тя има „рядката способност да произнася големи количества обяснителен диалог по разговорлив начин“.[2]
- Сам Джоунс III в ролята на Пийт Рос (сезони 1 – 3) – друг от най-добрите приятели на Кларк. Той мрази семейство Лутър, защото ги вижда като крадци на семейния му бизнес с царевица на крем.[46] Той е първият човек, с който Кларк доброволно споделя тайната си.[47] Той е влюбен в Клои,[48] което пази в тайна, заради любовния триъгълник Кларк-Лана-Клои, който вече се е оформил.[49] Пит Рос е изваден от сериала след края на трети сезон. Сам Джоунс III, който играе Пит Рос, е последният избран от първоначалния редовен актьорски състав на сериала. Гоф и Милар виждат Джоунс четири преди да започнат снимките на пилотния епизод.[49] В комиксите Пит Рос е бял, но продуцентите избрали Сам Джоунс, който е афроамериканец, което противоречи на митологията.[49]

| „                        | ...Имам чувството, че тя е израснала без майка си – никога не са показвали майка ѝ. Затова за нея е толкова важно да бъде майка – и то да бъде добра майка. | “ |
| Анет О'Тул за Марта Кент | |   |

- Анет О'Тул в ролята на Марта Кент (сезони 1 – 6) – любящата майка на Кларк. Тя и съпругът ѝ Джонатан дават на Кларк важни съвети как да се справи с увеличаващите му се способности. Анет О'Тул си е измислила собствен фон за героинята, в опит да си помогне да се отъждестви с ролята. В нейните очи, в началото Марта е живяла в Метрополис, но го е напуснала, защото го е чувствала „прекалено престорен“.[50] О'Тул също вярва, че Марта таи симпатия към Лекс, заради всичката загуба, която е понесъл като дете (смъртта на майка му и загубата на косата му). Според О'Тул, Марта винаги би „оправдала Лекс“, дори когато достига точката, при която е преминал към „тъмната страна“.[50] В пети сезон, тя заема длъжността на сенатор на щата Канзас.[51] Това води до работа във Вашингтон в шести сезон и героинята напуска шоуто.[52] В началото Синтия Етинджър е избрана за Марта Кент, но по време на снимките всички осъзнават, че тя не е подходяща за ролята, включително самата Етинджър.[2] Анет О'Тул се била отдала на телевизионния сериал „The Huntress“, когато Етинджър се снимала в първоначалния пилотен епизод. По времето, когато създателите се готвели да направят ново прослушване за ролята на Марта Кент, „The Huntress“ е прекратено, което позволява на О'Тул да се присъедини към актьорския състав на „Смолвил“.[50] Преди това О'Тул е играла Лана Ланг в „Супермен 3“.[53]
- Джон Шнайдер в ролята на Джонатан Кент (сезони 1 – 5) – преданият баща на Кларк. Той преминава през големи жертви, за да защити тайната на сина си. Според Шнайдер, Джонатан е „напълно съгласен да отиде в затвора, или дори по-лошо, за да защити сина си“.[54] Шнайдер също вярва, че „най-маловажният човек в живота на Джонатан Кент е Днонатан Кент“.[54] Джон Шнайдер е отписан от шоуто след стотния епизод на сериала, когато умира от инфаркт.[25] Милар и Гоф искали познато лице в „Смолвил“. Те харесали идеята да дадат ролята на Шнайдер, защото той вече е бил известен като Бо Дюк от The Dukes of Hazzard,[55] което според Гоф придава убеждението, че той може да е израснал във ферма.[2]
- Ерик Джонсън в ролята на Уитни Фордман (сезон 1) – звездата-защитник на футболния отбор и приятелят на Лана в първия сезон на сериала. В началото той не харесва Кларк и ревнува от приятелството му с Лана, заради което дори го тормози.[7] В края на сезона двамата пренебрегват различията си и се помиряват, преди Уитни да замине на обучение за морската флота.[56] Според Кристин Крюк публиката не се е запознала добре с героя, защото той е показан само през погледа на Кларк.[42] Уитни е отписан от шоуто във финала на първи сезон, но се появява в два епизода след това – във „Visage“ от втори сезон, когато е убит по време на акция, и във „Façade“ от четвърти сезон, по време на спомените на Кларк за първата му година в гимназията. Ерик Джонсън харесва начина, по който сценаристите са се справили със заминаването на Уитни, защото е изпратен като герой.[57] Джонсън се е прослушал за ролите на Лекс и Кларк, преди окончателно да бъде избран за Уитни Фордман.[58] Когато продуцентите го викнали за още едно прослушване, след като го подминали за главните роли, Джонсън искал да премине през пробни снимки. След пробните снимки получава ролята и снима сцените си за пилотния епизод само за един ден.[58]

### Допълнителни актьори
- Джон Глоувър в ролята на Лайнъл Лутър (частична поява в сезон 1, сезони 2 – 7) – бащата на Лекс. Лайнъл е отговорен за това семейство Кент да успеят да осиновят Кларк без никакви юридически усложнения или въпроси за произхода му.[45] Макар оригинално да не е герой от комикса, той е един от главните герои в „Смолвил“. Бащата на Лекс се е проявявал в различни светлини в сериала. От страховит враг той се превръща в избраника на Джор-Ел. От пети сезон той пази тайната на Кларк, но собственият му син е на мнение, че Лайлън крие истинската си природа. Глоувър се опитва да представи Лайнъл като че ли той се опитва да „закали“ Лекс. Героят е създаден да „създава спънки, да изпитва Лекс, така че Лекс да може да докаже себе си“. Глоувър вижда героя си като някой, който е бил богат и могъщ бизнесмен, който е разочарован от сина си. Целта на Глоувър за първи сезон била да покаже опитите на Лайнъл да укрепи Лекс; той интерпретира мотото на героя относно отглеждането на Лекс като „без риск няма печалба“.[59] Лайнъл е създаден специално за шоуто, за да служи като паралел на семейство Кент, който „експериментира с крайно родителстване“.[2] Във втори сезон Джон Глоувър, който е имал чести гост-появи в първия сезон на шоуто, става част от редовния актьорски състав.
- Ерика Дюранс в ролята на Лоис Лейн (частична поява в сезон 4, сезони 5 – 7) – братовчедката на Клои. В началото тя се появява в Смолвил, за да разследва предполагаемата смърт на Клои.[22] Първата ѝ среща с Кларк е в началото на четвърти сезон и двамата веднага започват да правят опити за взаимно разбирателство. Първоначално Лоис не е заинтересована от журнализма, но помага на Клои при нейните разследвания. През четвъртия сезон Дюранс се появява често като гост-актриса. От пети сезон тя е част от редовния състав.
- Дженсън Екълс в ролята на Джейсън Тийг (сезон 4) – приятелят на Лана от Париж. Той идва с Лана в Смолвил, където в началото на сезона си намира работа като футболен треньор в гимназията на Смолвил.[60] Той е уволнен от училището, когато връзката му с Лана излиза наяве. Джейсън и майка му Женавив търсят трите криптонски елемента[61] и се опитват да пожертват живота на Лана, докато тя е овладяна от преродилата се вещица Изабел Торо. В края на сезона Джейсън взима Джонатан и Марта Кент за заложници във фермата им, след което умира по време на втория метеоритен дъжд. Дженсън е главен герой в сезона, но е отписан от шоуто във финала му.
- Арън Ашмор в ролята на Джими Олсън (частична поява в сезон 6, сезон 7) – приятелят на Клои, който работи като фотограф в „Дейли Планет“. Ашмор е гост-звезда с чести появи в шести сезон, но от седми сезон е в редовния състав.
- Лора Вандервурт в ролята на Кара (сезон 7) – Криптонската братовчедка на Кларк. Според Гоф и Милар, тя е изпратена да се грижи за Кал-Ел (Кларк), но е била хваната в безсъзнателна жизненост в продължение на осемнайсет години. Когато язовирната стена се разбива във финала на шести сезон, „Phantom“, тя е освободена. Тя има всички способности на Кларк, както и някои, които той все още не притежава, включително способността да лети.[39] Гоф твърди, че тя няма да носи никоя версия на костюма на Супергърл.[62] Официално е обявено на 11 юли 2007 г., че канадската актриса Лора Вандервурт е избрана за Кара.[63]
- Джъстин Хартли в ролята на Оливър Куин/Эелената Стрела е преэидент на Куин Индъстрийэ и водач на малка група свръхчовешки същества. Хартли е периодично появяващ се гост в шести и седми сеэон, а в осми сеэон става част от редовния персонаж.
- Сам Уитлър в ролята на Дейвис Блум в сеэон осем. Той е „харизматичен“ санитар който се бори с тъмнината в себе си. Дейвис Блум е версия на Думсдей, единствения персонаж които успява да убие Супермен.
- Касиди Фрийман в ролята на Тес Мърсър. Тя е наследничка на Лекс и става преэидент на ЛутърКорп в сеэон осем.
- Калъм Блу в ролята на Генерал Зод е злодей от Криптон изгонен в Зоната Фантом. За първи път е споменат в пети сезон, когато Брейниак използва тялото на Лекс Лутър за приемник на духа на Зод. В сезон 9 Зод отново е освободен като взема за приемник ново тяло.

## Издания на DVD
Първите пет сезона са издадени за региони 1, 3 и 4. В България е излязъл само първи сезон. DVD-тата обикновено съдържат коментари на актьорския състав и екипа за определени епизоди, изтрити сцени и други материали, като например документален филм за Лоис Лейн или за визуалните ефекти. „Смолвил: Хрониките на Клои“ също са включени в някои от сезоните. Други специални материали включват интерактивни материали като обиколка на Смолвил или комикс. На някои DVD-та има и бонуси за DVD-ROM на компютър.
| Пълен сезон | Дата на излизане     | Дата на излизане     | Дата на излизане   |
| Пълен сезон | Регион 1             | Регион 2             | Регион 4           |
| ----------- | -------------------- | -------------------- | ------------------ |
| 1           | 23 септември 2003 г. | 13 октомври 2003 г.  | 3 декември 2003 г. |
| 2           | 18 май 2004 г.       | 17 септември 2004 г. | 1 януари 2005 г.   |
| 3           | 16 ноември 2004 г.   | 18 април 2005 г.     | 13 юли 2005 г.     |
| 4           | 13 септември 2005 г. | 10 октомври 2005 г.  | 11 ноември 2006 г. |
| 5           | 12 септември 2006 г. | 28 август 2006 г.    | 4 април 2007 г.    |
| 6           | 18 септември 2007 г. | 22 октомври 2007 г.  | 8 октомври 2007 г. |

## Други форми
Героинята на Алисън Мак, Клои Съливан, е участвала в два промоционални сериала, свързани със „Смолвил“ – „Смолвил: Хрониките на Клои“ и „Хрониките на отмъщението“. И двете са се разпространявали онлайн и са включени в DVD-тата на „Смолвил“. Друг минисериал е „Легендите на Смолвил: Хрониките на Оливър Куийн“, който съдържа 6 компютърноанимирани епизода, проследяващи ранния живот на Оливър Куийн.
На 19 април 2007 г. в сътрудничество с Тойота е представен нов комикс като реклама на новото поколение на „Тойота Ярис“. Озаглавен „Легендите на Смолвил: Справедливост и гибел“, той се излъчва по време на новите епизоди. Комиксът е базиран на епизода „Justice“, който проследява приключенията на Оливър Куийн, Барт Алън, Виктор Стоун и Артър Къри в опитите им да разрушат всички тайни експериментални лаборатории на ЛутърКорп. Онлайн сериите позволяват на зрителите да разследват заедно с измислените герои в опит да печелят награди. Сюжетите на „Смолвил“ и „Легендите на Смолвил: Справедливост и гибел“ са свързани и неразделни.
Създателите на „Смолвил“ Алфред Гоф и Майлс Милар създават също пилотен епизод на „Аквамен“ за телевизия WB с Джъстин Хартли в ролята на Артър Къри. Сериалът бил планиран да проследи приключенията на Артър по същия начин както при Кларк. Новата телевизия CW реши да не продуцира шоуто.

## „Смолвил“ в България
В България сериалът започва излъчване през 2006 г. по TV7, всеки делник от 20:00, а заглавието му е преведено като „Смолвил: Супермен в началото“. Подзаглавието е добавено, понеже името на града не е много познато в страната, а трябва да се знае за какво става въпрос. Първоначално са излъчени първи и втори сезон. На 12 ноември 2008 г. започва трети сезон с разписание всеки делник от 20:00. На 18 май 2009 г. започват повторенията му също всеки делник от 20:00. На 28 септември 2009 г. започва четвърти сезон, всеки ден от 20:00 с повторение от 14:00. На 14, 16, 17 и 18 октомври няма излъчени епизоди. На 24 октомври започва пети сезон със същото разписание и завършва на 14 ноември. На 13 януари 2010 г. започва шести сезон, всеки делник от 20:00 с повторение от 13:30. Веднага след края на шести сезон, на 15 февруари започва и седми със същото разписание и завършва на 12 март. Осми сезон започва на 15 март и приключва на 13 април. На 6 август 2012 г. започва девети сезон, всеки делник от 20:00 с повторение от 13:00 и завършва на 31 август, като два епизода не са излъчени. На 23 януари 2014 г. започва десети сезон от вторник до събота от 00:30. От първи до осми сезон дублажът е на студио Доли. Ролите се озвучават от артистите Поликсена Костова в първи и втори сезон, Гергана Стоянова в трети, четвърти и от шести до десети, Даниела Йорданова в пети, Мая Кисьова, Силви Стоицов, Тодор Георгиев в първи и втори сезон, Здравко Методиев от трети до десети и Стефан Сърчаджиев-Съра.

### Издания на DVD в България
Първият сезон на „Смолвил“ е излязъл на DVD в България. 6-те диска съдържат всичките 21 епизода, както и коментари на някои от епизодите, изрязани сцени и други допълнителни материали. Епизодите не са озвучени, но имат български субтитри. Дискове 1 и 6 съдържат специални материали: изрязани сцени на епизодите „Pilot“ и „Metamorphosis“, интерактивна обиколка на Смолвил и коментари на създателите. Издател е Съни Филмс.